# Азербайджан на Дитячому пісенному конкурсі Євробачення
Азербайджан на Дитячому пісенному конкурсі Євробачення дебютував у 2012 році, після чого брав участь ще три рази: у 2013, 2018 та 2021 роках. Перша участь країни на дитячому конкурсі відбулася в один рік з проведенням Євробачення в столиці Азербайджану, Баку. Першими представниками країни на конкурсі стали Омар і Суада з піснею «Girls and Boys / Dünya Sənindir», що посіли 11 місце. Найкращий результат Азербайджану на Дитячому Євробаченні принесла у 2021 році Сона Азізова, яка виконала пісню «One of Those Days», отримавши 151 бал, що забезпечило країні 5 місце.

## Історія
Азербайджан почав брати участь у Дитячому Євробаченні у 2012 році, приєднавшись до конкурсу через дев’ять років після його заснування. Історія участі країни характеризується періодичністю, оскільки за десять років після свого дебюту Азербайджан був учасником Дитячого Євробачення лише чотири рази.

Першими представниками країни стали Омар і Суада з піснею «Girls and Boys (Dünya Sənindir)». Вони посіли 11 місце з 49 балами. Наступного року Азербайджан представляв Рустам Карімов, що посів 7 місце зі 66 балами. Після цього країна наступні чотири роки (2014-2017) відмовлялася від участі з невідомих причин. 

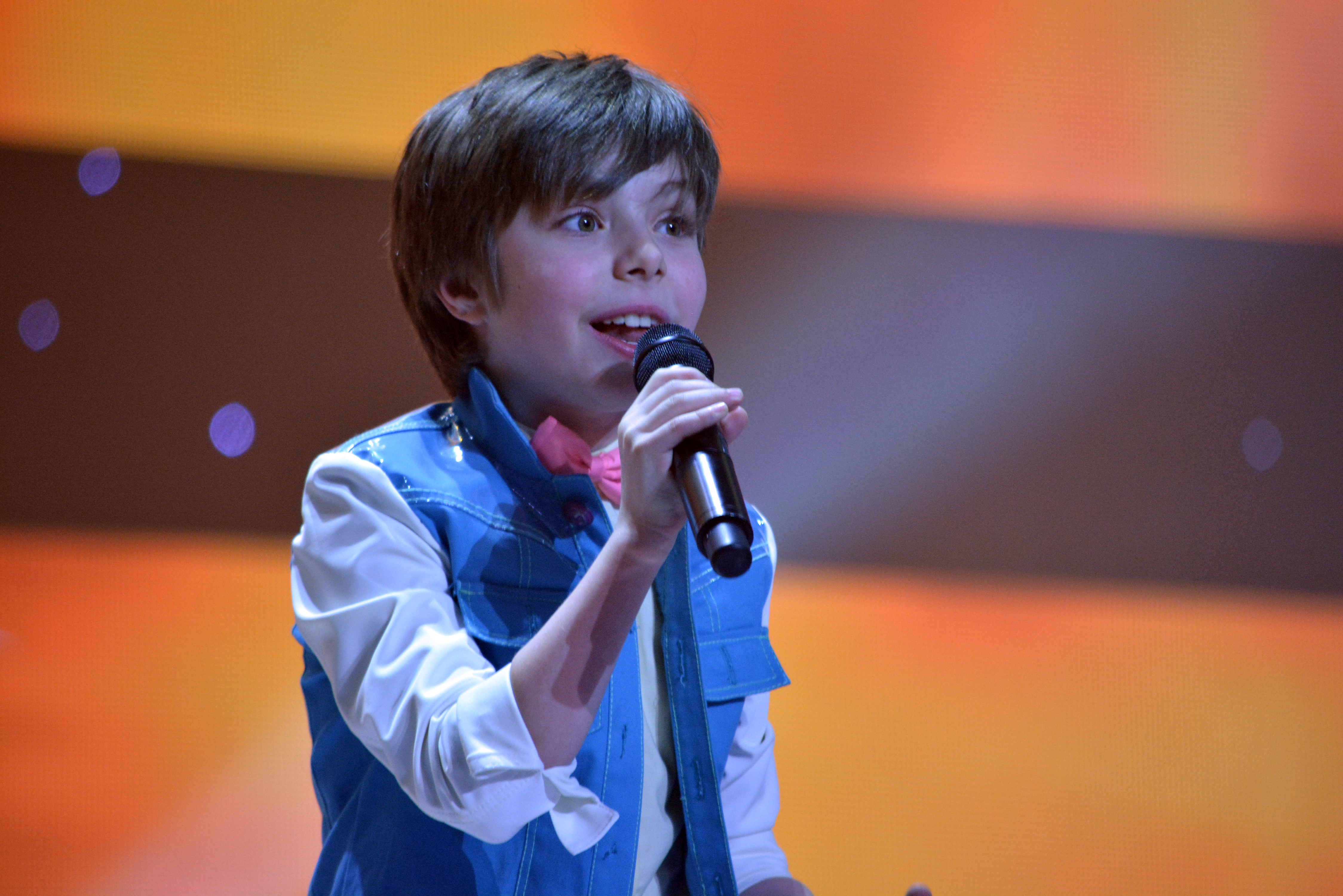
Рустам Карімов у Києві (2013)

Азербайджан повернувся до Дитячого Євробачення 2018, яке проходило в Мінську, Білорусь. Тоді країну представила Фідан Гусейнова з піснею «I Wanna Be Like You». Її виступ зайняв 16-е місце серед 20 країн, зібравши 47 балів. У наступних 2019 та 2020 роках Азербайджан знову не був учасником конкурсу.

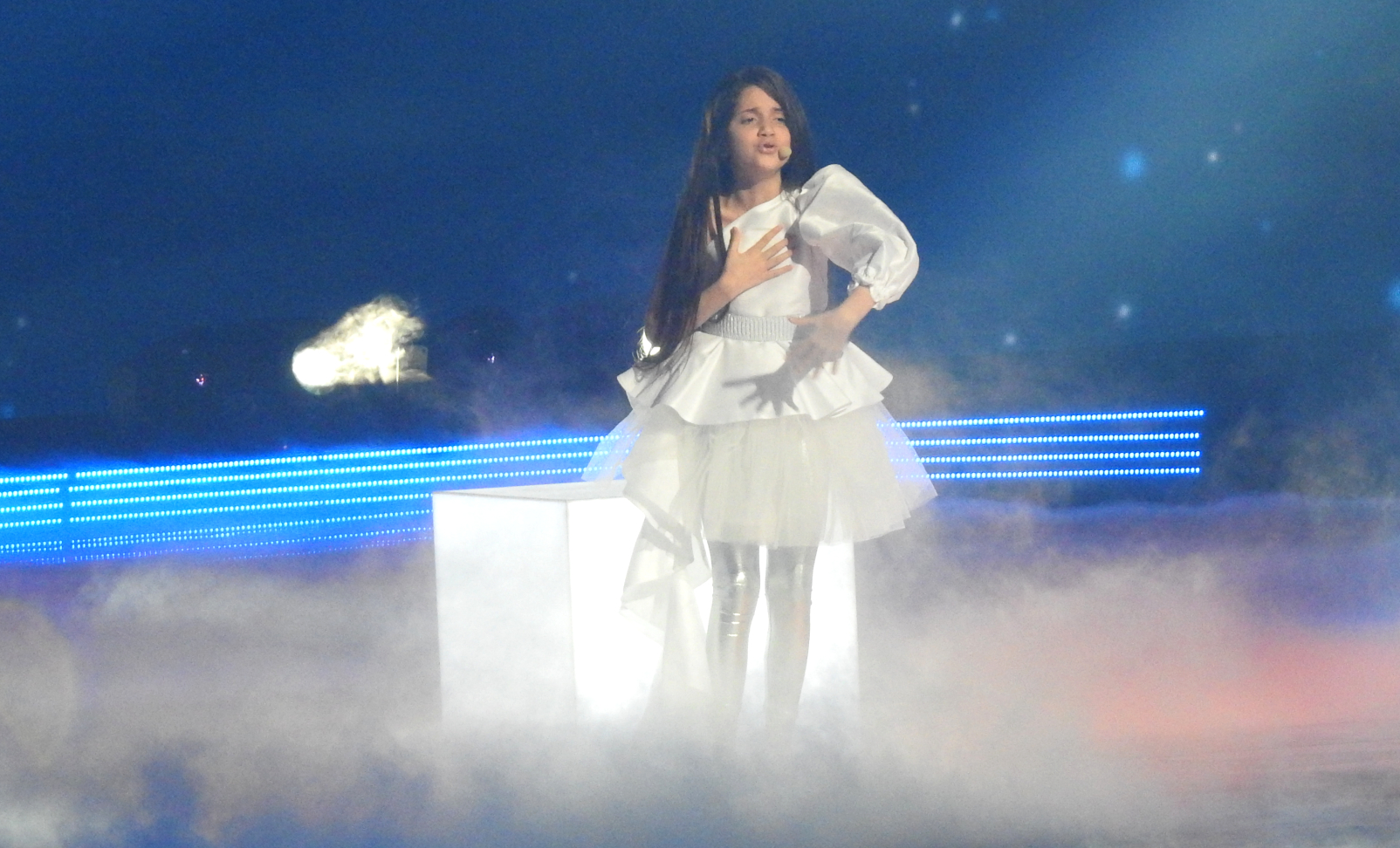
Фідан Гусейнова в Мінську (2018)

Наступного року країна стала учасницею Дитячого Євробачення 2021 – представницею обрали Сону Азізову з піснею «One of Those Days». Азербайджан зміг досягти 5 місця зі 151 балом, що стало його найкращим результатом за всю історію участі в конкурсі. 

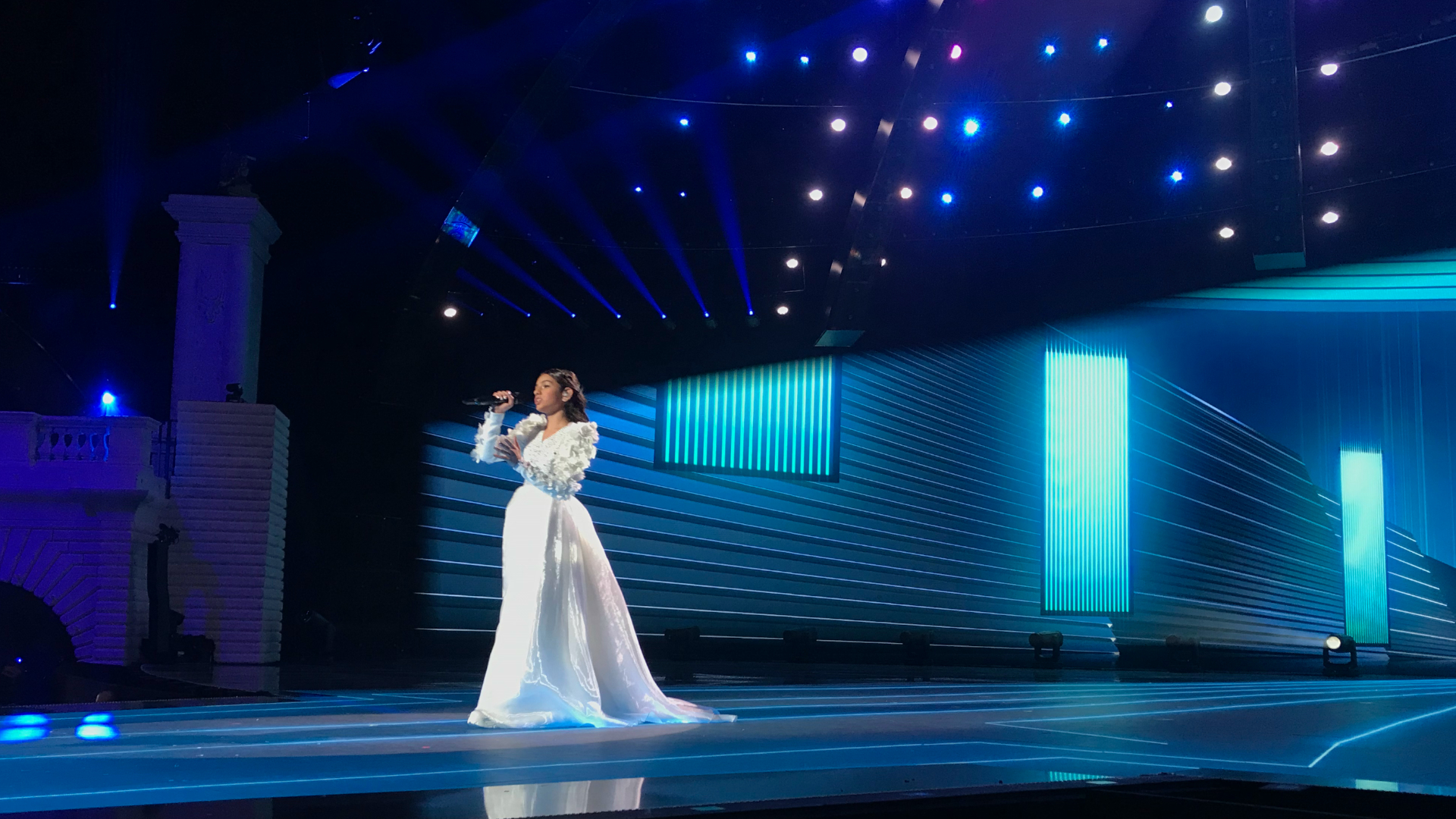
Сона Азізова в Парижі (2021)

Під час азербайджанської трансляції Дитячого Євробачення 2021 коментатори говорили протягом всього виступу Малени, представниці Вірменії та кінцевої переможниці, що суперечить правилам конкурсу. ЄМС звернулася за роз’ясненнями до азербайджанської телекомпанії İTV щодо інциденту, але відповіді не отримала. Після чуток про те, що Азербайджан може відмовитися від участі в Дитячому Євробаченні 2022 через його проведення у Вірменії, у січні 2022 року член азербайджанської делегації Ельдар Расулов заявив, що країна повинна продовжувати участь незалежно від того, де проходитиме конкурс. У серпні 2022 року İTV заявили, що все ще не визначилися щодо потенційної участі в Єревані. У підсумку Азербайджан не з’явився в остаточному списку учасників. Пізніше повідомлялося, що відсутність країни на конкурсі 2022 року була не з політичних причин, а через відсутність запитів від кандидатів на The Voice Kids Azerbaijan 2022. 
İTV вирішив не брати участь у конкурсі 2023 року в Ніцці, Франція, а згодом і у 2024 році в Мадриді, Іспанія. Мовник повідомив, що відсутність на конкурсі протягом останніх років спричинена відсутністю інтересу, витратами на участь у конкурсі та низькими показниками переглядів Дитячого Євробачення в країні.

## Учасники
| Рік                               | Місце проведення | Учасник         | Пісня                                                              | Місце | Бали |
| --------------------------------- | ---------------- | --------------- | ------------------------------------------------------------------ | ----- | ---- |
| 2012                              | Амстердам        | Омар і Суада    | «Girls and Boys / Dünya Sənindir» «Дівчата і хлопці / Світ — твій» | 11    | 49   |
| 2013                              | Київ             | Рустам Карімов  | «Me and my guitar» «Я і моя гітара»                                | 7     | 66   |
| Не брали участь у 2014-2017 роках |                  |                 |                                                                    |       |      |
| 2018                              | Мінськ           | Фідан Гусейнова | «I Wanna Be Like You» «Я хочу бути як ти»                          | 16    | 47   |
| Не брали участь у 2019-2020 роках |                  |                 |                                                                    |       |      |
| 2021                              | Париж            | Сона Азізова    | «One of Those Days» «Один із тих днів»                             | 5     | 151  |

## Історія голосування (2012-2021)
| №  | Дано               | Дано | Отримано           | Отримано |
| №  | Країна             | Очок | Країна             | Очок     |
| -- | ------------------ | ---- | ------------------ | -------- |
| 1  | Росія              | 38   | Грузія             | 28       |
| 2  | Грузія             | 25   | Україна            | 27       |
| 3  | Білорусь           | 23   | Росія              | 20       |
| 4  | Україна            | 23   | Албанія            | 17       |
| 5  | Мальта             | 16   | Італія             | 16       |
| 6  | Казахстан          | 16   | Нідерланди         | 14       |
| 7  | Албанія            | 13   | Швеція             | 10       |
| 8  | Молдова            | 13   | Польща             | 10       |
| 9  | Нідерланди         | 11   | Казахстан          | 10       |
| 10 | Північна Македонія | 11   | Португалія         | 10       |
| 11 | Франція            | 7    | Мальта             | 9        |
| 12 | Австралія          | 6    | Болгарія           | 7        |
| 13 | Швеція             | 5    | Сербія             | 6        |
| 14 | Ізраїль            | 5    | Північна Македонія | 5        |
| 15 | Італія             | 5    | Іспанія            | 5        |
| 16 | Болгарія           | 5    | Ірландія           | 4        |
| 17 | Бельгія            | 3    | Молдова            | 3        |
| 18 | Польща             | 3    | Уельс              | 3        |
| 19 | Сан-Марино         | 2    | Білорусь           | 2        |
| 20 | Іспанія            | 2    | Сан-Марино         | 2        |
| 21 | Ірландія           | ―    | Німеччина          | 2        |
| 22 | Уельс              | ―    | Бельгія            | 1        |
| 23 | Німеччина          | —    | Ізраїль            | ―        |
| 24 | Сербія             | —    | Австралія          | ―        |
| 25 | Португалія         | —    | Франція            | ―        |